# Maracaynatum mariaeteresae
Maracaynatum mariaeteresae is een hooiwagen uit de familie Samoidae.